# Philipp von Gundel
Philipp Gundel, ab 1535 von Gundel (auch Philipp Gundelius oder Philipp Gündel; * 1. Mai 1493 in Passau; † 4. September 1567 in Wien), war ein Rechtswissenschaftler und Hochschullehrer.

## Leben
Gundel wurde 1510 an der Universität Wien immatrikuliert. Dort erlangte er 1513 den Magistergrad. Anschließend kehrte er in seine Heimatstadt Passau zurück. Gefördert wurde er vom Domdekan und Juristen Wolfgang von Tamberg (1500–1531). Er lehrte bis 1516 an der Passauer Domschule. Anschließend nahm er das Studium der Rechtswissenschaft an den Universitäten von Ingolstadt und Wien auf. 1522 wurde er zum Doktor beider Rechte promoviert.
Gundel wurde 1518 als Nachfolger von Joachim Vadian zum Professor der Poesie und Eloquenz an die Universität in Wien berufen. Später wechselte er als Ordinarius an die juridische Fakultät. Dort war er 1530/1531 Dekan. 1540 stand er als Rektor der Wiener Universität vor.
Gundel erhielt eine Vielzahl an Ehrungen; er stand in der Gunst von Kaiser Maximilian und Kaiser Ferdinand und wurde 1535 nobilitiert. Von 1536 bis 1541 war er Kammerprokurator und von 1541 bis 1547 Rat des Regiments der Niederösterreichischen Lande. Er erhielt außerdem den Titel eines Regierungsrates.
Gundel stand in Kontakt mit Philipp Melanchton.

## Werke (Auswahl)
- Panaegyrici Variorvm Avtorvm Et Declamationes, Metzgker, Wien 1513.
- De sacratissima divinitatis incarnatione Philippi Gundelii Patavien[sis] humaniores literas in Gymnasio Viennen[sis] ex Caesarea munifice[n]tia publice p[ro]fidentis Oratio, i[n] celebri cleri ac eruditoru[m] frequentia ipso die Christiani Natalis initio Anni M.D.XIX. habita, Syngrenius, Wien 1518.
- Consilia pro Ferd. I imp. contra Paulum IV papam, Wien.